# 海の星の聖母

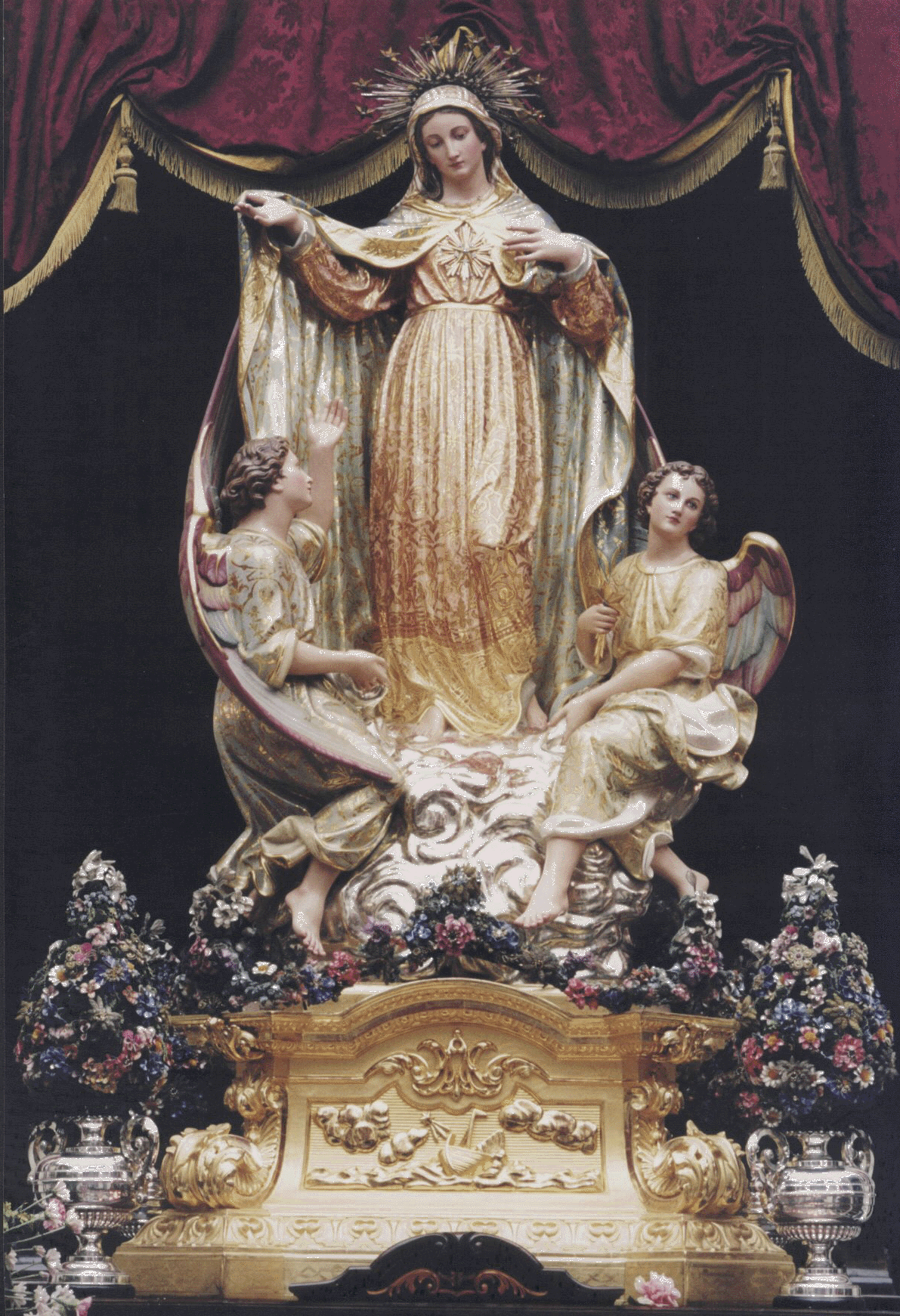
海と星の聖母像　 スリーマ教会, マルタ

海の星の聖母（うみのほしのせいぼ、ラテン語:Stella Maris）あるいはステラ・マリスの聖母は、聖母マリア、イエス・キリストの母マリアの古来の呼び名である。 
この呼び名はマリアがキリスト者の希望の印、導きの星としての役割を強調してきた。特に異邦人には、旧約のイスラエルを比喩的に海といい、それは、海岸線の向こうの人々という意味であった。いわば、政治社会や宗教的なイスラエルの境界線だった。この呼び名のもと、聖母マリアは海を旅する人や海で生計を立てる人たちの案内人、そして、保護者として神と人間を仲裁するものと信じられている。 
聖母のこの面が海の星の呼び名は、航海によるカトリック宣教や、船員司牧、そして多くの海岸線沿いの教会に使われている。この古来の聖母崇敬の呼び名はカトリックの世界で一般的である。

## 歴史

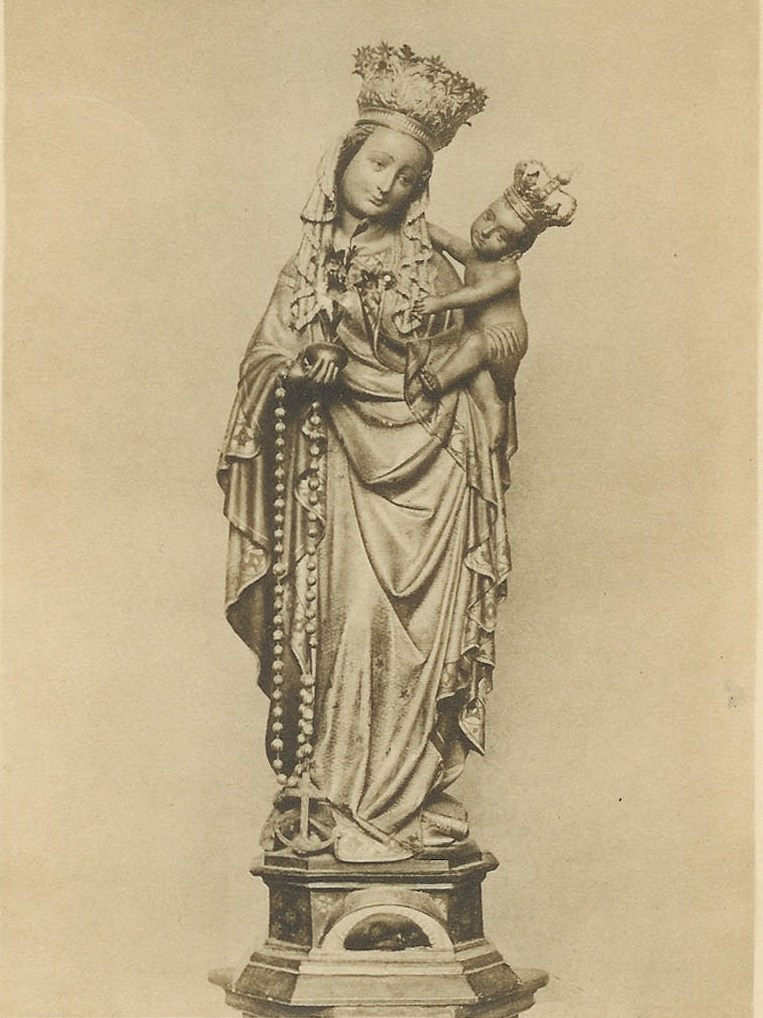
奇蹟の海と星の聖母像　聖母大聖堂 (マーストリヒト)（マーストリヒト）, オランダで最も重要な大聖堂

マリス・ステラ "海の星" とはこぐま座アルファ星 又は北極星、その他様々な名前で呼ばれている。その理由はこの星が古から海上で天測航法に使われてきたからである。 これは聖ヒエロニムスがエウセビオス の書いた本をギリシア語からラテン語に訳した際に聖母マリアに充てた呼び名であり 実際は翻訳ミスであるとする意見もある。それは ヘブライ語 のミリアム(Miryam:マリアはラテン語にされたもの)は、「海のしずく」と言う意味であり、それを聖ヒエロニムスが、「海の星」(Stella Maris)と訳したとするものである。しかし、 その後の写本で、「海の星」(Stella Maris)はひき継がれ、そしてこれが広まったとされる。
パスカシウス・ラドベルトゥス は9世紀に海の星の聖母はキリストへの道を我々が海の嵐に揺られる波の中で転覆しないようにフォローするガイドとして記している。 その時代の聖歌に "アヴェ・マリス・ステラ"があり、("めでたし、海の星"という意味)、それが一般化していった。 
12世紀になると聖ベルナルド は
「誘惑の気配が起こるならば、」の中に次のように書いている
「もし、あなたが困難の、岩に翻弄されるなら、あの星を見て、聖母を呼びなさい。
あなたが誇り、野望、敵意、競争心の波に投げられるならば、あの星を見て、聖母を呼びなさい
あなたが、怒らなければならぬ時、貪欲にならねばならぬ時に肉体的な欲求が、あなたの魂のもろい船を激しく攻撃したら、あの星を見て、聖母を呼びなさい。」
教皇ピウス７世は回勅に聖ベルナルドの文書を引用して、次のように書いている。
「この’聖母’は’海の星’を意味している」
「これは見事に聖母に適している…光が星の明るさを減らさないで、そして、彼女の生んだ御子も聖母の処女性の美しさを曇らせなかった。」

## 信仰への適用
聖母が海の旅人たちの保護者という考え方は、海の星の海岸線沿いのカトリック教会、漁業組合を海の星の聖母への信仰（崇敬）に導き、多くの教会や学校、大学が、「海の星」「海星」の名前で、聖母に捧げられた。
ステラ・マリス修道院、カルメル修道会が設立した修道院は13世紀の初期にイスラエルのカルメル山に建てられている。この修道院は何度も、破壊されたが、修道院の指導者たちが再建したものである。
この聖母の海の星という呼び名への信仰は、人気のあるカトリック聖歌”Hail Queen of Heaven, the Ocean Star”や、”Ave Maris Stella”につながっていった。

## 船員たちのための海の星に捧げるミサ（Stella Maris Mass for seafarers）
船員司牧（AOS）は、長年に亘って、海の星の聖母への信仰を続けている。その記念のミサは毎年7月の第2日曜日に行われ、すべての船員のために祈って、世界貿易への彼らの貢献のために聖母に感謝を捧げる日である。